# 昭島市立武蔵野小学校
昭島市立武蔵野小学校（あきしましりつ むさしのしょうがっこう）は、東京都昭島市武蔵野にある公立小学校。

## 概要
昭島市北部の準工業地域に位置する小学校で、1974年に開校した。当校が位置する武蔵野地区のほか、中神町と宮沢町のそれぞれ一部を学区としており、卒業生は基本的に瑞雲中学校へ進学する。
校歌は1977年の制定で、松井登志子が作詞し、藤沢京子が作曲した。歌は3部で構成される。
児童数は、2024年度は393人となっている。近年は減少傾向にあり、2016年度に500人を、2024年度には400人を割った。

## 沿革
福島町にある富士見丘小学校と、昭和町にある光華小学校において児童数が激増していた問題を緩和すべく、1974年に市内11番目の小学校として開校した。開校直前（1973年度）の富士見丘小は1,133人で市内最多、光華小も965人で2番目に多かったが、当校の開校により富士見丘小は900人台まで落ち着いた。開校時は校舎が建設途中であったため、富士見丘小の校舎を間借りして授業を行い、同年6月24日に完成した校舎へ移転した。移転した日はのちに開校記念日に定めた。

### 年表
- 1973年（昭和48年）5月30日 - 宮沢町536番地1号に学校の建設を開始[10]。
- 1974年（昭和49年）
  - 4月1日 - 昭島市立武蔵野小学校として、富士見丘小学校内に開校。開校時の児童は350人、教職員は19人[10]。
  - 6月24日 - 現在地に校舎を落成し、移転[10]。
  - 7月15日 - プールを落成[10]。
  - 9月4日 - 給食調理場を設置し、自校方式の給食を開始[10]。
  - 9月6日 - 体育館を落成[10]。
  - 10月5日 - 開校記念式典を挙行。校章を制定[10]。
- 1975年（昭和50年）
  - 3月14日 - 校旗を制定。正門を設置[10]。
  - 4月7日 - 6月24日を開校記念日に制定[10]。
- 1976年（昭和51年）4月6日 - 児童数増加に伴い、音楽室と視聴覚室を普通教室に転換[11]。
- 1977年（昭和52年）3月14日 - 校歌を制定し、発表会を開催[10]。
- 1978年（昭和53年）3月22日 - 校舎を増築（普通教室4室、図書室、音楽室）[10]。
- 1980年（昭和55年）11月15日 - 校庭を拡張[11]。
- 1981年（昭和56年）5月15日 - 校地内に武蔵野学童クラブを開設[10]。
- 1983年（昭和58年）6月21日 - 校庭を整備[11]。
- 1987年（昭和62年）8月1日 - 住居表示変更により所在地が昭島市武蔵野二丁目3番1号となる[1]。
- 1992年（平成4年）
  - 7月1日 - 学童クラブの教室を特別教室に転換[11]。
  - 11月5日 - 全国体育研究大会にて表彰[11]。
- 2001年（平成13年）8月1日 - ランチルームを設置[11]。
- 2002年（平成14年）4月1日 - 文部科学省学力向上フロンティアスクール校に指定（3年間）[10]。
- 2006年（平成18年）4月1日 - 2学期制へ移行[10]。
- 2008年（平成20年）4月1日 - 東京都スポーツ教育推進校に指定[10]。
- 2009年（平成21年）4月1日 - 昭島市校内研究推進校（健康教育）に指定[1]。
- 2010年（平成22年）
  - 4月1日 - 3学期制へ移行[10]。
  - 8月31日 - 校庭を芝生化[1]。
- 2011年（平成23年）
  - 4月1日 - 昭島市校内研究推進校（生活科・理科）に指定[1]。
  - 12月16日 - 校舎と体育館の耐震補強工事を実施[1]。
- 2012年（平成24年）1月24日 - 太陽光パネルを設置[1]。
- 2014年（平成26年）4月1日 - 昭島市教育委員会研究指定校（道徳教育）に指定[1]。
- 2015年（平成27年）4月1日 - 東京都オリンピック・パラリンピック教育推進校に指定（2019年度まで）[1]。
- 2016年（平成28年）4月1日 - 文部科学省学習指導実践研究協力校（道徳教育）、東京都伝統・文化教育推進校、昭島市小中一貫教育研究指定校（翌年度まで）に指定[1]。
- 2020年（令和2年）3月3日 - 新型コロナウィルス感染拡大防止のため、臨時休校（5月31日まで）[1]。
- 2021年（令和3年）4月6日 - 昭島市授業力向上アドバイザー事業実施校に指定（翌年度まで）[1]。

## 教育目標
- しっかり考える子
- 心やさしい子
- つよく元気な子

出典：

## 施設概要
主な施設を掲載。
- 校舎（4,069 m2[1]） - 1974年竣工の鉄筋コンクリート造4階建て[1][2]。2022年度には外壁を従来の白から1階を濃い緑、2階を薄い緑に塗り替えた[12][13]。
- 体育館（766 m2） - 1974年竣工。理科室や図工室などの特別教室がある校舎1階東側の上に設けている[1]。
- プール（867 m2） - 1974年竣工。低学年用と高学年用を設けている[1]。1989年と1995年に改修工事を行っている[11]。
- 校庭

上記施設のうち、校舎と体育館は2031年度以降に大規模改修工事を施す予定である。

## 学区
- 昭島市
  - 武蔵野2丁目-3丁目
  - 中神町（1138番地17・18・21・44・67-69、1139番地のうち4・54・86以外、1140番地6-10・12・14・20-27・31-39、1141番地、1142番地、1145番地-1154番地、1156番地、1157番地1-16・25-27・30・31・34-36・44・50・51・54-57・67・68・72、1158番地、1159番地、1160番地-1163番地、1165番地1・2・7-14、1166番地、1167番地1・3・4・7・8・12・14・20・21、1288番地-1306番地、1308番地-1400番地）
  - 宮沢町（510番地、512番地、515番地-527番地）

出典：

## 進学先の中学校
公立中学校の場合。
- 武蔵野市立瑞雲中学校（昭島市つつじが丘）[4]

## アクセス

### 鉄道
- 東日本旅客鉄道（JR東日本）青梅線 - 中神駅から徒歩18分
- 西武拝島線 - 西武立川駅から徒歩で約19分

### バス
- 「武蔵野学童クラブ」バス停（立川バス）から徒歩すぐ

## 周辺
- 美ノ宮公園
- 日本航空電子工業株式会社昭島事業所
- 国分フードクリエイト株式会社西東京総合センター

## 著名な出身者・関係者

### 出身者
- 増田康宏 - 将棋棋士[15]

### 関係者
- 鳥山敏子 - 広島県出身の教育者で、1989年度から1993年度まで教鞭を執っていた[16][17]。